# Wilhelm Ritter von Leeb
Wilhelm Josef Franz Ritter von Leeb (Landsberg am Lech, 5 settembre 1876 – Füssen, 29 aprile 1956) è stato un generale tedesco durante la seconda guerra mondiale.

## Biografia

### La prima guerra mondiale

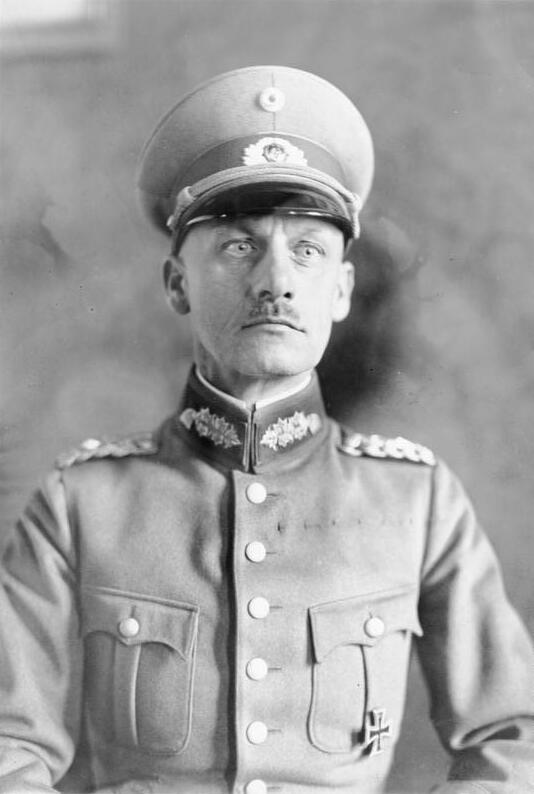
Wilhelm von Leeb nel 1930.

Leeb nacque nel 1876 a Landsberg am Lech in una famiglia cattolica. Wilhelm entrò nell'esercito bavarese nel 1895 e prestò servizio in Cina durante la Ribellione dei Boxer. Tra il 1907 ed il 1913, frequentò l'Accademia di Guerra bavarese e prestò servizio nello staff generale.
Allo scoppio della prima guerra mondiale, Leeb riprese servizio presso l'esercito bavarese e prestò servizio sul fronte orientale, ove si distinse nell'offensiva di Gorlice–Tarnów, nella presa della fortezza di Przemyśl e nella campagna di Serbia. Nel 1915 gli venne conferito l'Ordine Militare di Massimiliano Giuseppe e l'annesso titolo di nobile. Dopo la guerra, scelse di rimanere nel Reichswehr, l'esercito della Repubblica di Weimar. Prima dell'ascesa di Adolf Hitler, Leeb comandava il distretto militare della Baviera.

### La seconda guerra mondiale
Von Leeb era alto ufficiale già al tempo dell'estromissione dei generali Werner von Blomberg e Werner von Fritsch dai quadri dirigenti dell'Esercito: fu tra coloro che il nuovo capo dell'OKH, Walther von Brauchitsch, sollevò dal comando nell'ambito della successiva epurazione dei vertici delle forze armate, voluta da Adolf Hitler e mirata ad allontanare dai posti chiave tutti gli antichi collaboratori di Blomberg e Fritsch. Ma Hitler aveva troppo bisogno dei membri della vecchia guardia del corpo degli ufficiali, perciò non stupisce che poco dopo von Leeb, come molti altri epurati, venisse richiamato in servizio in vista della guerra.
Benché ostile al regime nazista e alla sua politica espansionista, von Leeb accettò di tornare al proprio posto: ma, scettico circa la possibilità di una vittoria a occidente e contrario all'attacco contro gli stati neutrali, prima che s'iniziasse l'offensiva compilò un memorandum in cui si pronunciava a favore della pace, esortando Hitler a non commettere lo stesso errore commesso dal kaiser Guglielmo II venticinque anni prima, aggredendo il Belgio non belligerante.
Scoppiato poi il conflitto, nella Campagna di Francia von Leeb fu a capo del Gruppo d'armate C, composto di 17 divisioni. Il 14 giugno 1940 attaccò direttamente la linea Maginot, dopo che Heinz Guderian aveva già iniziato delle operazioni alle spalle della fortificazione. Come molti altri generali, venne messo a parte del "Rapporto X" - nome in codice con cui si designava il complotto, in cui era coinvolto un gran numero di generali, volto a rovesciare Hitler e il suo regime - ma scelse di non aderire.

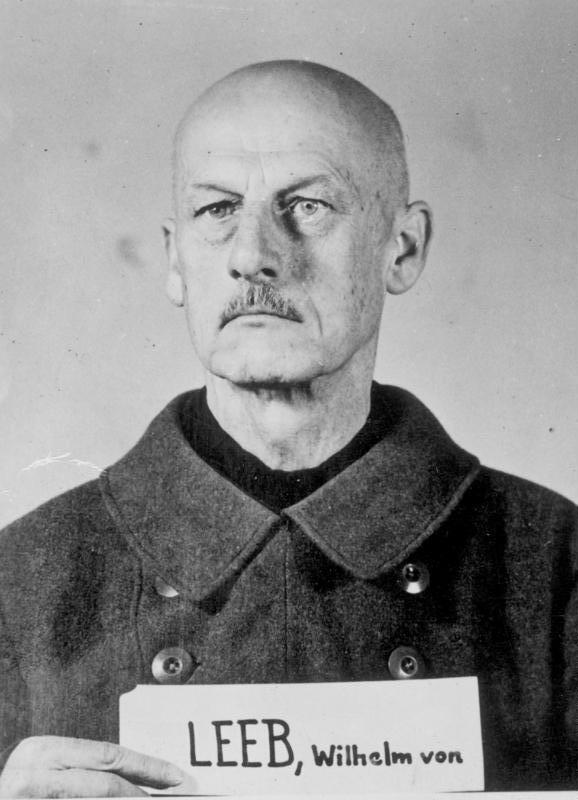
Wilhelm von Leeb nel 1948, foto segnaletica per il processo di Norimberga.

Il 19 luglio 1940 in seguito alla schiacciante vittoria nella campagna di Francia, cui aveva dato un determinante contributo, venne nominato Feldmaresciallo. Nella successiva campagna di Russia, gli fu affidato il comando del Gruppo d'armate Nord, con l'obiettivo di prendere Leningrado partendo dalla Prussia Orientale. Quando quest'obiettivo fu fallito, espresse il parere - condiviso dal Feldmaresciallo Gerd von Rundstedt - che fosse necessario ripiegare e attestarsi sul fronte polacco. Hitler, invece, decise di effettuare una diversione per puntare decisamente sul Caucaso.
Leeb, sfiduciato circa l'esito di quell'attacco, che a suo dire era solo un'offensiva senza speranze, non volle assumersi la responsabilità di una disfatta certa e chiese di essere sollevato dall'incarico. Come notò il generale Günther Blumentritt, probabilmente egli, ostile più che mai a Hitler, fu felice di avere un pretesto per dare le dimissioni: non gli sarebbe stato possibile dimettersi senza una ragione che soddisfacesse il Führer.
Leeb venne arrestato dagli americani nel maggio del 1945 e venne condannato a tre anni di prigione dopo il processo tenutosi a Norimberga nel 1948. Dopo il processo, venne ad ogni modo rimesso subito in libertà in quanto la pena era considerata già espiata con la prigionia dal 1945.
Ritiratosi a vita privata, morì a Füssen il 29 aprile 1956.